# Vera Volkova
Vera Nikolaevna Volkova (in russo Bepa Николаевна Boлкoвa?; Tomsk, 31 maggio 1905 – Copenaghen, 5 maggio 1975) è stata una ballerina e insegnante russa.

## Biografia
Studiò alla Scuola di balletto russo Akim Volynskij di Pietrogrado con Maria Romanova, madre di Galina Ulanova. Studiò inoltre con Agrippina Vaganova, contribuendo a diffonderne il metodo in Occidente. Si unì professionalmente a diversi ensemble, tra cui il GATOB, prima di disertare nel 1929. Sperava di poter unirsi alla compagnia di Djagilev a Shanghai, ma quando seppe della sua morte, decise di rimanere lì e di ballare con Georgij Gončarov.
Nel 1943 concluse la sua carriera di ballerina e inaugurò uno studio di danza dapprima a Knightsbridge, poi nel West End. Insegnò per diversi anni al Sadler's Wells Ballet e alla Sadler's Wells Ballet School, formando alcuni dei principali ballerini inglesi del XX secolo. Insegnò inoltre alla Scuola di Ballo del Teatro alla Scala di Milano e alla scuola del Balletto Reale Danese negli anni '50, formando alcuni dei più grandi ballerini dell'istituto.

## Studenti
- Carla Fracci
- Alicia Alonso
- Erik Bruhn
- Henry Danton
- Margot Fonteyn
- Henning Kronstam
- Gillian Lynne
- Peter Martins
- Peter Wright
- Eva Evdokimova
- Kenneth MacMillan[5]